# Today Is the Day
Today Is the Day è un gruppo musicale statunitense noise rock e grindcore originario di Nashville e attivo dal 1992.

## Storia
Steve Austin, nato nel Michigan nel 1966 da due operai della Chrysler, si trasferisce a Nashville (Tennessee) dove suona in diversi gruppi (Conspiracy, Dorian Grey) e ne fonda a sua volta di altri (Alien in the Land of Our Birth, Mind's Eye), fino a formare i Today Is the Day nel 1992 insieme a Brad Elrod (ex Alien in the Land of Our Birth). Austin è cantante e chitarrista, mentre Elrod è batterista. Nei primi tempi la band pubblica demo autoprodotti. Il gruppo pubblica l'EP di debutto, intitolato How to Win Friends and Influence People nello stesso anno.
Successivamente viene notato dalla Amphetamine Reptile Records (AmRep), che ingaggia la band, che nel frattempo si è allargata con l'ingresso di Mike Herrell al basso.
Verso la fine del 1993 il gruppo pubblica il primo album, ossia Supernova.
Nel settembre 1994 il gruppo incrementa la propria popolarità nel circuito underground metal con la pubblicazione del secondo LP, Willpower. Nello stesso anno questo disco è seguito dallo split Clusterfuck '94, realizzato con i Chokebore e i Guzzard.
Nel marzo 1996 esce il "self titled" Today Is the Day, che è il primo album registrato nello studio di Austin a Nashville. Vi partecipa anche un altro musicista, il tastierista Scott Wexton. Con questo disco, inoltre, si chiudono le pubblicazioni distribuite per la AmRep.
Nel 1997 il gruppo firma per la label di Philpadelphia Relapse Records e pubblica Temple of the Morning Star nel mese di settembre. Per questa registrazione, la line-up del gruppo cambia sensibilmente: si aggiungono Christopher Reeser (tastiere, basso) e Mike Hyde (batteria). Inoltre il gruppo contribuisce alla compilation In These Black Days.
Nell'agosto 1999 è la volta di In the Eyes of God. In questo album Reeser e Hyde sono sostituiti da Bill Kelliher (basso) e Brann Dailor (batteria), già membri di Lethargy e Mastodon. La nuova formazione esordisce dal vivo al New England Metal and Hardcore Festival. Nel frattempo il gruppo si sposta a Clinton (Massachusetts), dove registra il nuovo materiale.
Nell'agosto 2000 la band pubblica Live Till You Die, che include tracce registrate dal vivo durante i tour di promozione dei precedenti dischi, cover e rarità. Nel 2001 realizzano due split con Metatron e 16.
Nel 2002 pubblicano un doppio album intitolato Sadness Will Prevail, in cui Kelliher e Dailor sono sostituiti rispettivamente da Chris Debari e Marshall Kilpatric. Inoltre pubblicano nello stesso anno un altro album live, ossia Blue Blood.
Nel giugno 2004 il gruppo ritorna con un nuovo album dal titolo Kiss the Pig, che segna l'ingresso del batterista Mike Rosswog (Circle of Dead Children), il quale rimpizza John Gillis, subentrato temporaneamente. L'album Kiss the Pig è l'ultimo pubblicato per la Relapse Records.
Nel 2006 Austin annuncia la creazione di una label autonoma, la SuperNova Records, fondata per pubblicare il materiale del suo gruppo. 
Nel dicembre 2006 il gruppo annuncia che sono entrati a far parte della line-up l'ex Hate Eternal Derek Roddy. Nell'aprile 2007 la SuperNova distribuisce un DVD contenente alcune performance live risalenti al periodo 1995-96 e una reissue di Willpower. Nel settembre 2007 pubblicano Axis of Eden (SuperNova).
Nel luglio 2010 la Black Market Activities Records annuncia la firma di un contratto con i Today Is the Day. Il nono album del gruppo viene pubblicato nel 2011 e si intitola Pain Is a Warning. Questo disco segna il debutto in formazione di Curran Reynolds e Ryan Jones ed è prodotto da Kurt Ballou (ex Converge).

## Stile
Lo stile musicale del gruppo unisce alt rock, grindcore, avant-garde e rock progressivo. I testi riguardano temi crudi come la violenza, i tormenti personali, l'alcolismo, la guerra, la depressione, problemi mentali come la psicosi.

## Formazione

### Formazione attuale
- Steve Austin - voce, chitarra (1992-presente)
- Ryan Jones - basso (2010-presente)
- Curran Reynolds - batteria, percussioni (2010-presente)

### Ex componenti
- Brad Elrod - batteria, percussioni (1992-1996, 1998-1999)
- Mike Herrell - basso (1992-1996)
- Scott Wexton - tastiere (1996)
- Chris Reeser - basso, tastiere (1996-1998)
- Mike Hyde - batteria, percussioni (1997-1998)
- Bill Kelliher - basso (1999)
- Brann Dailor - batteria, percussioni (1999)
- Chris Debari - basso (2000-2008)
- Marshall Kilpatic - batteria, percussioni (2000-2002)
- John Gillis - batteria, percussioni (2002)
- Mike Rosswog - batteria, percussioni (2004, 2008)
- Jeff Lohber - batteria, percussioni (2005)
- Aaron Kotilainen - tastiere (2005)
- Graham Leduc - batteria, percussioni (2006)
- Derek Roddy - batteria, percussioni (2007-2008)
- John Judkins - basso (2008-2010)
- Julien Granger - batteria (2009-2010)

### Apparizioni straordinarie
- Seth Putnam - voce in Sadness Will Prevail
- Kris Force - violino in Sadness Will Prevail
- Jackie Gratz - violoncello in Sadness Will Prevail
- Andrew Gormley - batteria dal vivo (1998)

## Discografia

### Album in studio
- 1993 - Supernova
- 1994 - Willpower
- 1996 - Today Is the Day
- 1997 - Temple of the Morning Star
- 1999 - In the Eyes of God
- 2002 - Sadness Will Prevail
- 2004 - Kiss the Pig
- 2007 - Axis of Eden
- 2011 - Pain Is a Warning
- 2014 - Animal Mother

### Live
- 2000 - Live Till You Die
- 2002 - Blue Blood
- 2006 - Today Is the Day Live (DVD)
- 2007 - Willpower (DVD)
- 2008 - Live in Japan (DVD)
- 2008 - Live at the Whiskey A Go-Go (DVD)

### EP
- 1992 - How to Win Friends and Influence People

### Singoli
- 1993 - I Bent Scared

### Split
- 1997 - In These Black Days vol. 3 (con i Coalesce)
- 2001 - Zodiac Dreaming (con i 16)
- 2001 - Descent (con i Metatron)